# الشحه الصغرى (حبيل جبر)

تعديل مصدري - تعديل

الشحه الصغرى هي إحدى قرى عزلة حبيل جبر بمديرية حبيل جبر التابعة لمحافظة لحج، بلغ تعداد سكانها 87 نسمة حسب تعداد اليمن لعام 2004.